# Pocisk nadkalibrowy
Pocisk nadkalibrowy – pocisk, którego głowica bojowa ma średnicę większą niż kaliber broni, z której jest wystrzeliwany. Pociski takie ładuje się od wylotu lufy, mocując przy pomocy nakładki na lufę, lub wprowadzając do jej wnętrza tuleję prowadzącą, stanowiącą tylną część pocisku.
Najczęściej pocisków nadkalibrowych używa się do granatników przeciwpancernych, zwłaszcza pocisków kumulacyjnych, odłamkowych i termobarycznych, a także do broni strzeleckiej (granaty nasadkowe).
Rzadkimi przypadkami zastosowania pocisku nadkalibrowego do działa artyleryjskiego były niemiecki Stielgranate 41 z czasów II wojny światowej i amerykański, nuklearny granat M388 Davy Crockett, wystrzeliwany z działa bezodrzutowego.

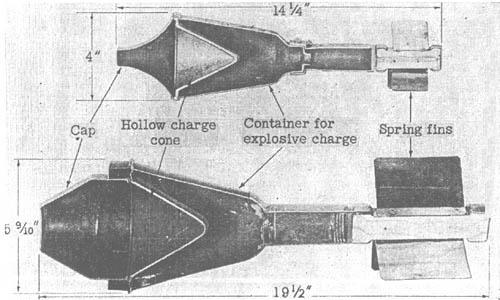
Głowice nadkalibrowych pocisków granatnika Panzerfaust mają dużo większą średnicę od tulei prowadzącej (z prawej strony)
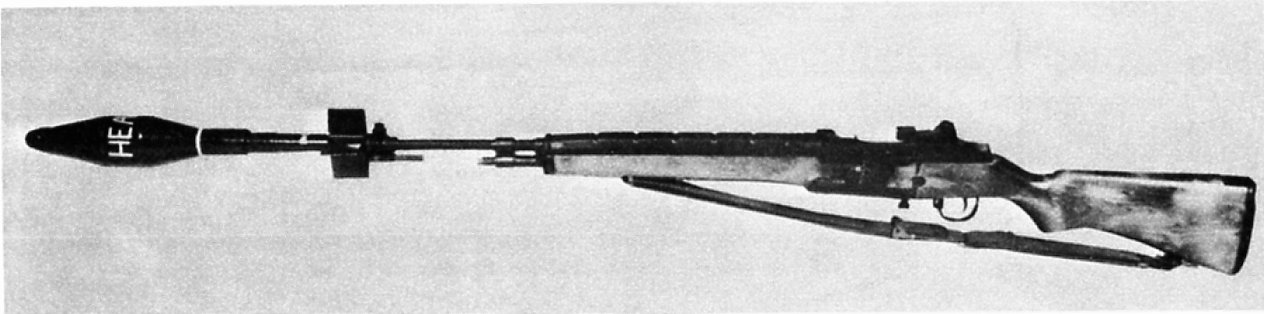
Karabin M14 z nadkalibrowym granatem nasadkowym M31
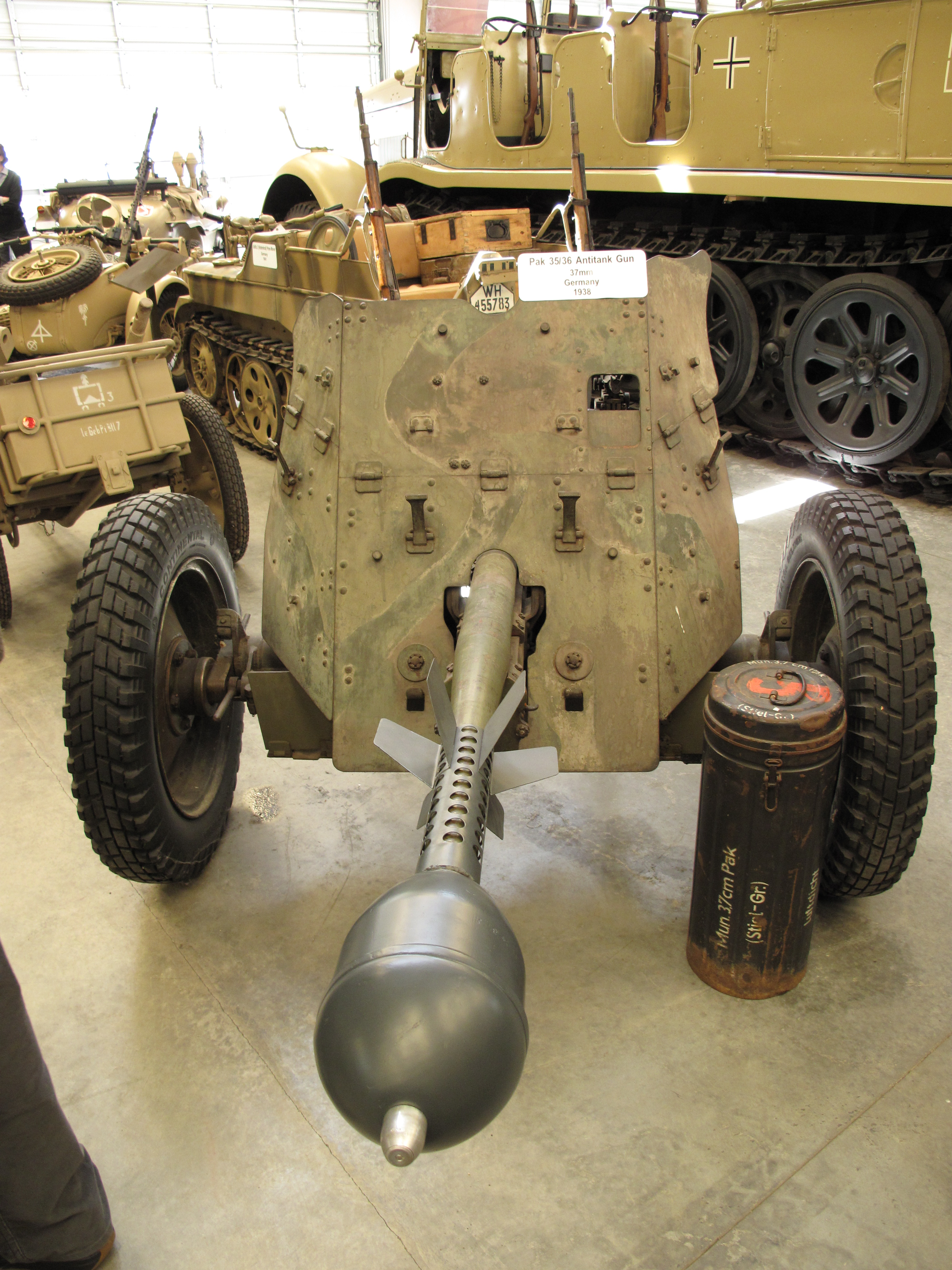
Działo PaK 36 z pociskiem nadkalibrowym
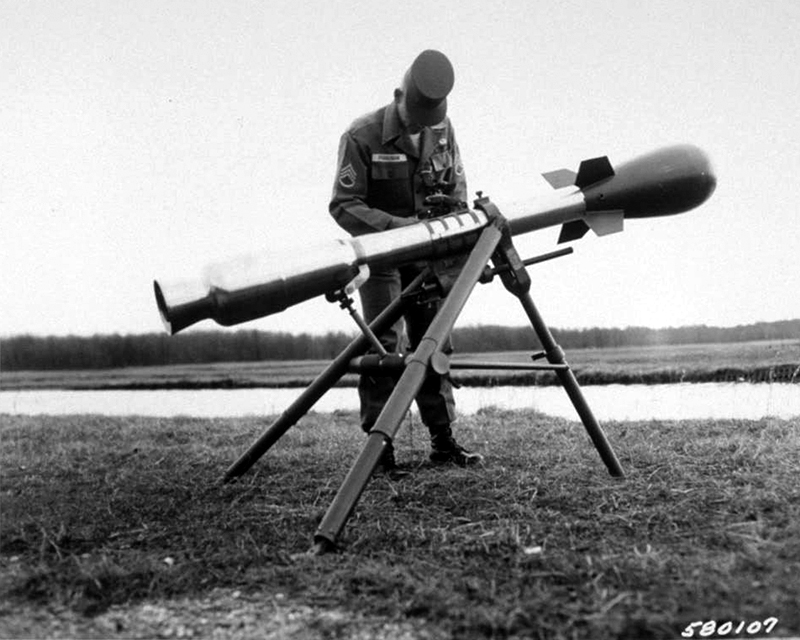
Nadkalibrowy pocisk atomowy Davy Crockett na dziale bezodrzutowym